# Калимок
Калимок е бивше село (махала) в близост до град Тутракан, просъществувало до края на 50-те години на XX век.
Селото е и е било заобиколено отвсякъде от Голямото блато.
Днес територията на селото попада в защитената местност Калимок-Бръшлен. Там е създадена и Биологичната експериментална база „Калимок“.